# تاتی مالدونادو
تاتی مالدونادو (انگلیسی: Tati Maldonado؛ زادهٔ ۲ ژوئن ۱۹۸۱) بازیکن فوتبال اهل اسپانیا است.
از باشگاه‌هایی که در آن بازی کرده‌است می‌توان به باشگاه خیمناستیک تاراگونا، باشگاه فوتبال رئال بتیس، باشگاه فوتبال اسپورتینگ خیخون، و باشگاه فوتبال خرز اشاره کرد.